# سوسکچه‌های نخستین اکسیکورینینی
 سوسکچه‌های نخستین اکسیکورینینی(نام علمی: Oxycorynini) نام یک تبار از زیرخانواده سوسکچه‌های نخستین اکسیکورینینا است.

## نگارخانه

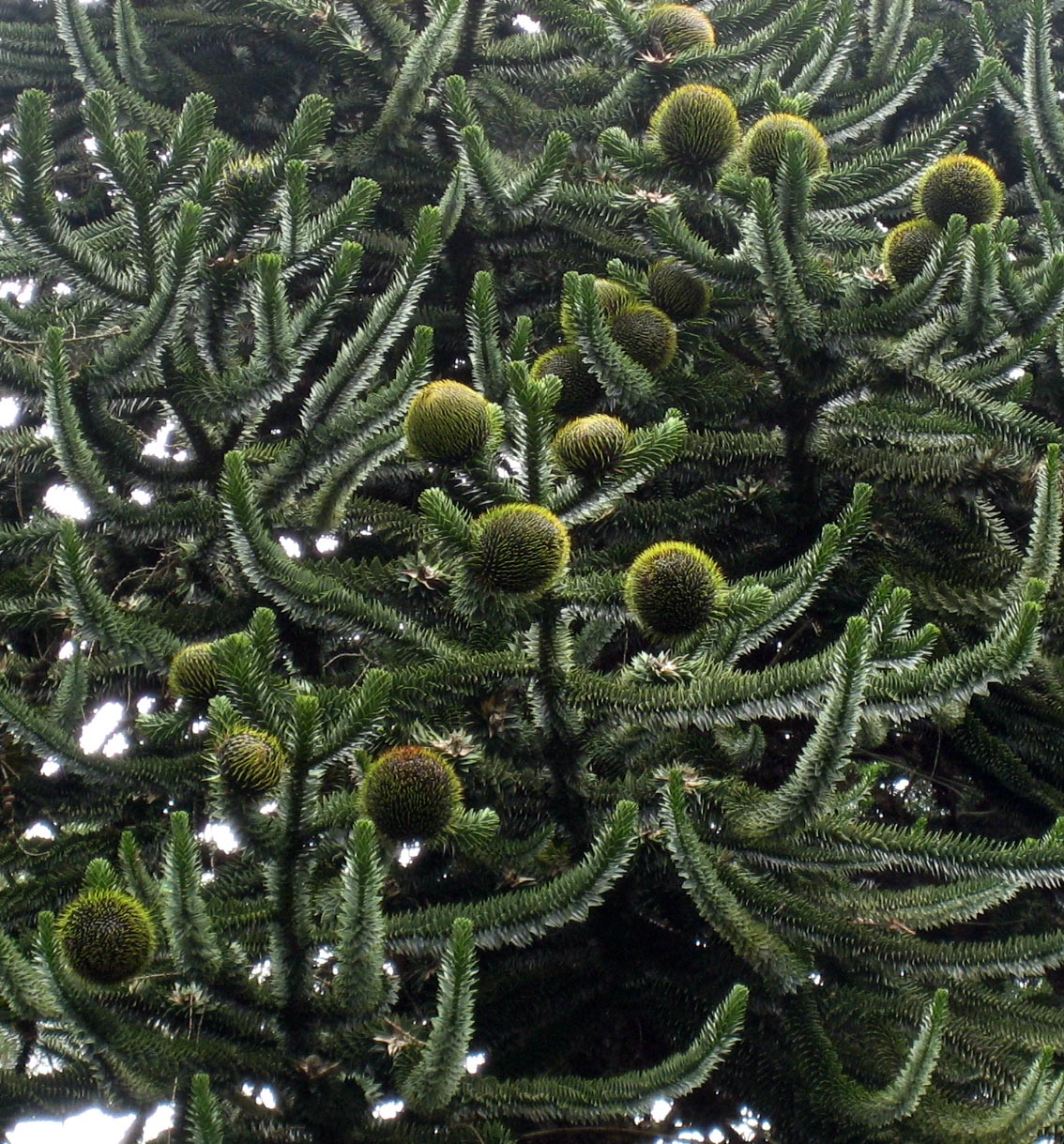
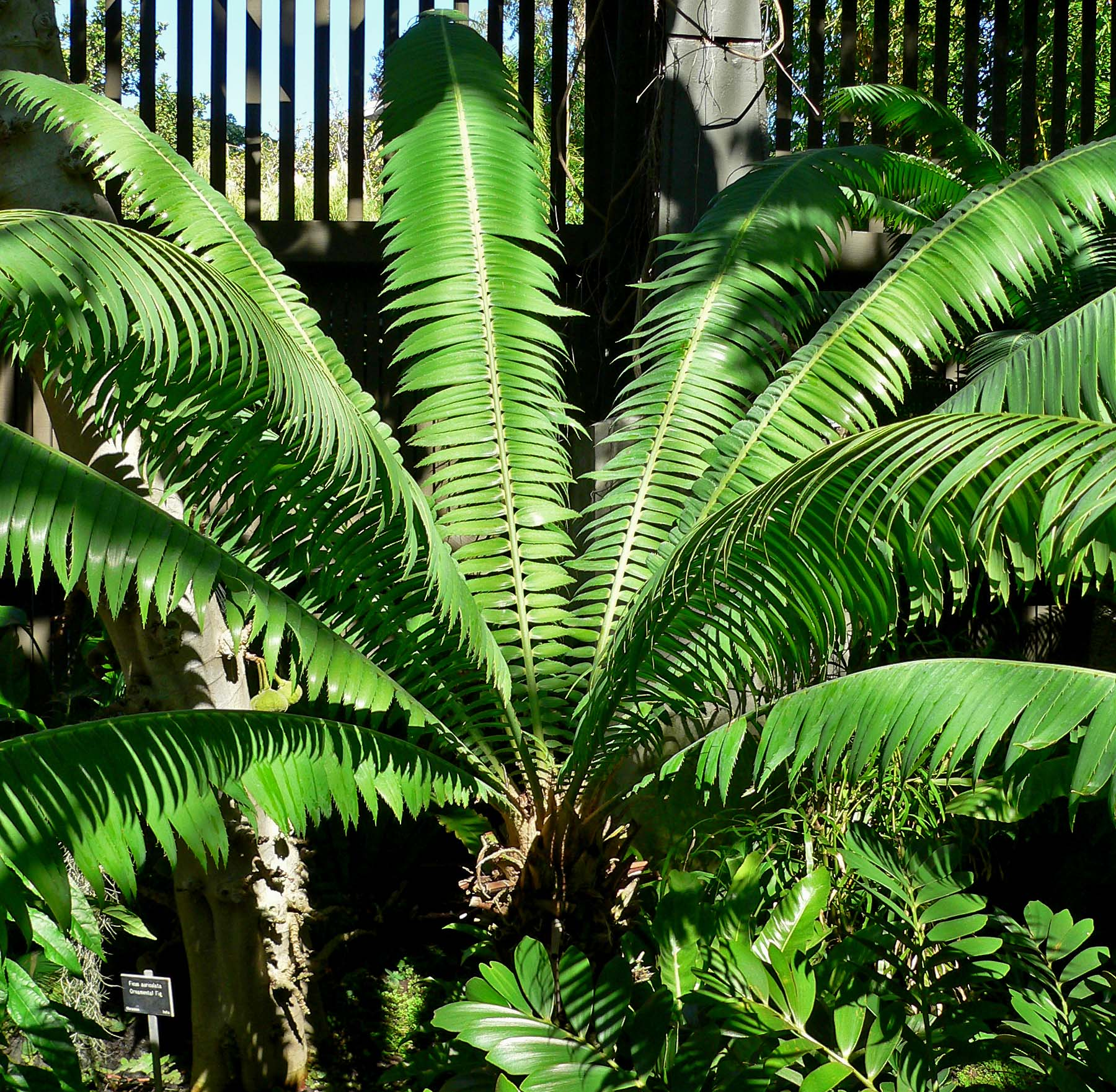
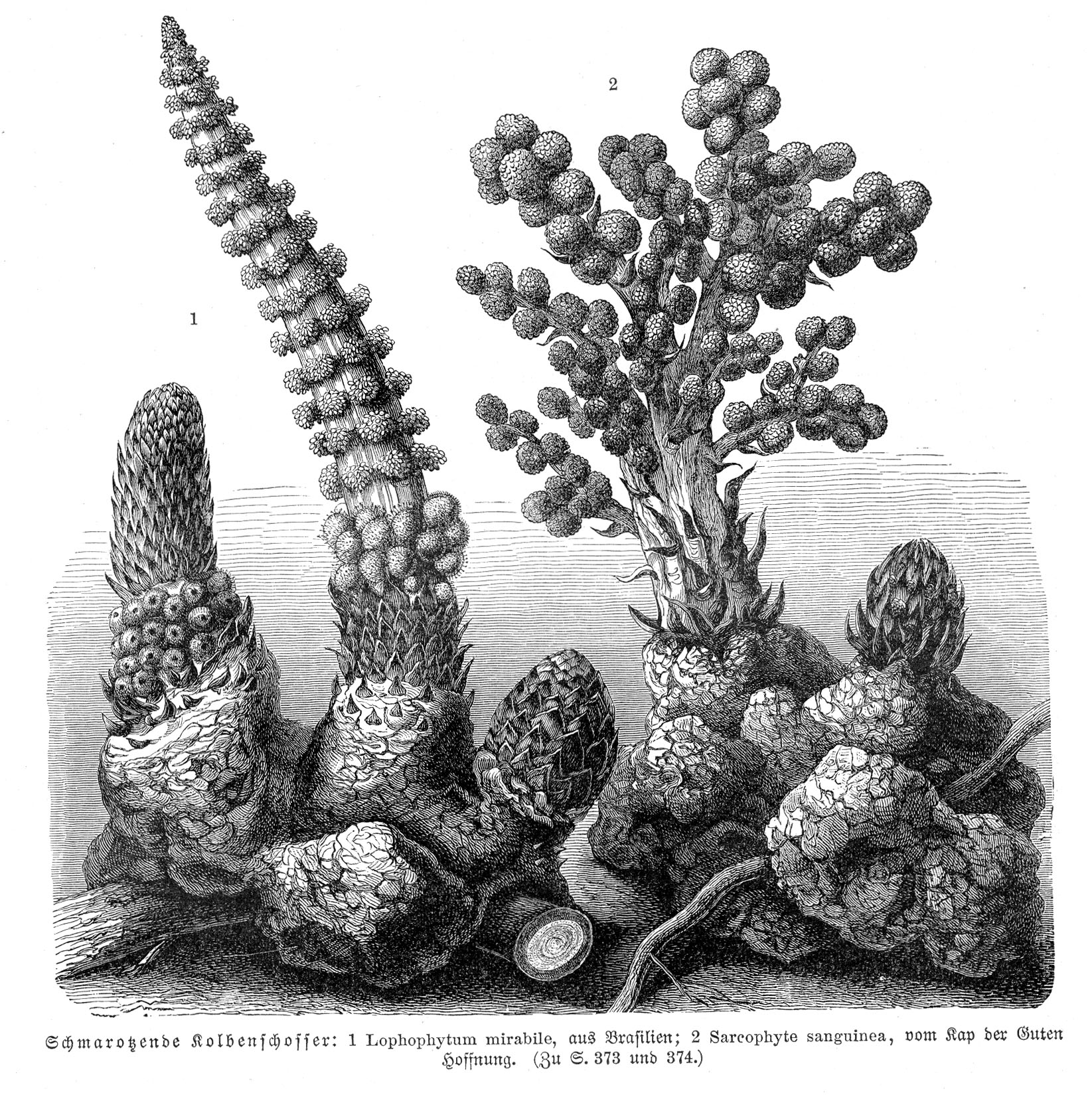
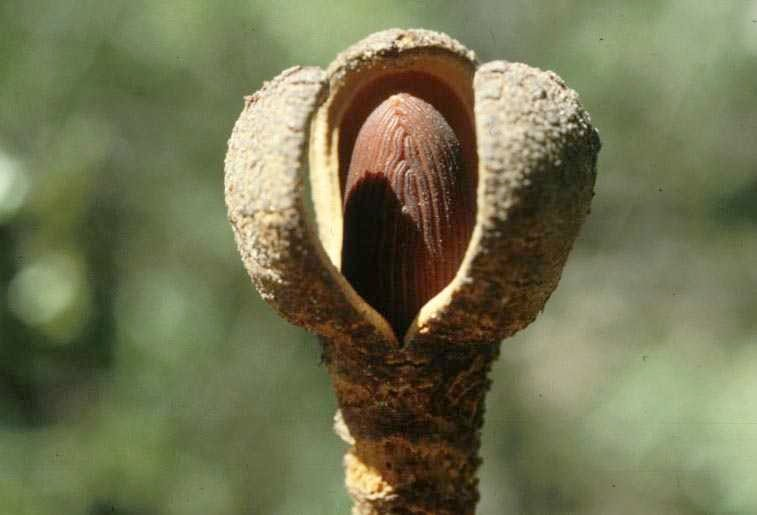